# Верзано (Казерта)
Верзано је насеље у Италији у округу Казерта, региону Кампанија.
Према процени из 2011. у насељу је живело 391 становника. Насеље се налази на надморској висини од 245 м.